# Ceratocilia liberalis
Ceratocilia liberalis là một loài bướm đêm trong họ Crambidae.